# Pentax SP500
Asahi Pentax SP500 — малоформатный однообъективный зеркальный фотоаппарат семейства  Spotmatic, выпускавшийся с 1971 до 1974 года в Японии в чёрно-серебристом исполнении. Эта модель пришла на смену Pentax SL и полностью повторяет самый первый Pentax SP, за исключением отсутствующих механизма автоспуска и выдержки 1/1000 секунды. Производство камеры было нацелено на малобюджетный сегмент рынка. Политика компании Asahi Optical не допускала снижения качества продукции. Для удешевления камер урезалась их функциональность.

## Некоторые технические характеристики
- Отрабатываемые механическим затвором выдержки: B, 1, 1/2, 1/4, 1/8, 1/15, 1/30, 1/60, 1/125, 1/250, 1/500.

## Название камеры
Компания Honeywell была эксклюзивным дистрибьютором Asahi Optical в США с 1959 по 1974 год. В связи с этим все камеры Asahi Optical на территории США продавались под торговой маркой Honeywell, что отражалось в логотипе нанесённом на фронтальную часть пентапризмы.